# Sakkboksz
A sakkboksz az extrém sportok egyike. Szakértők szerint viszont olyan pihenési formáról van szó, amely egyesíti magában a test és a szellem egyidejű aktivitását. A résztvevők mind képzett bokszolók és gyakorlott sakkozók, tehát mindkét sportágban szabályosan tudnak versenyezni.

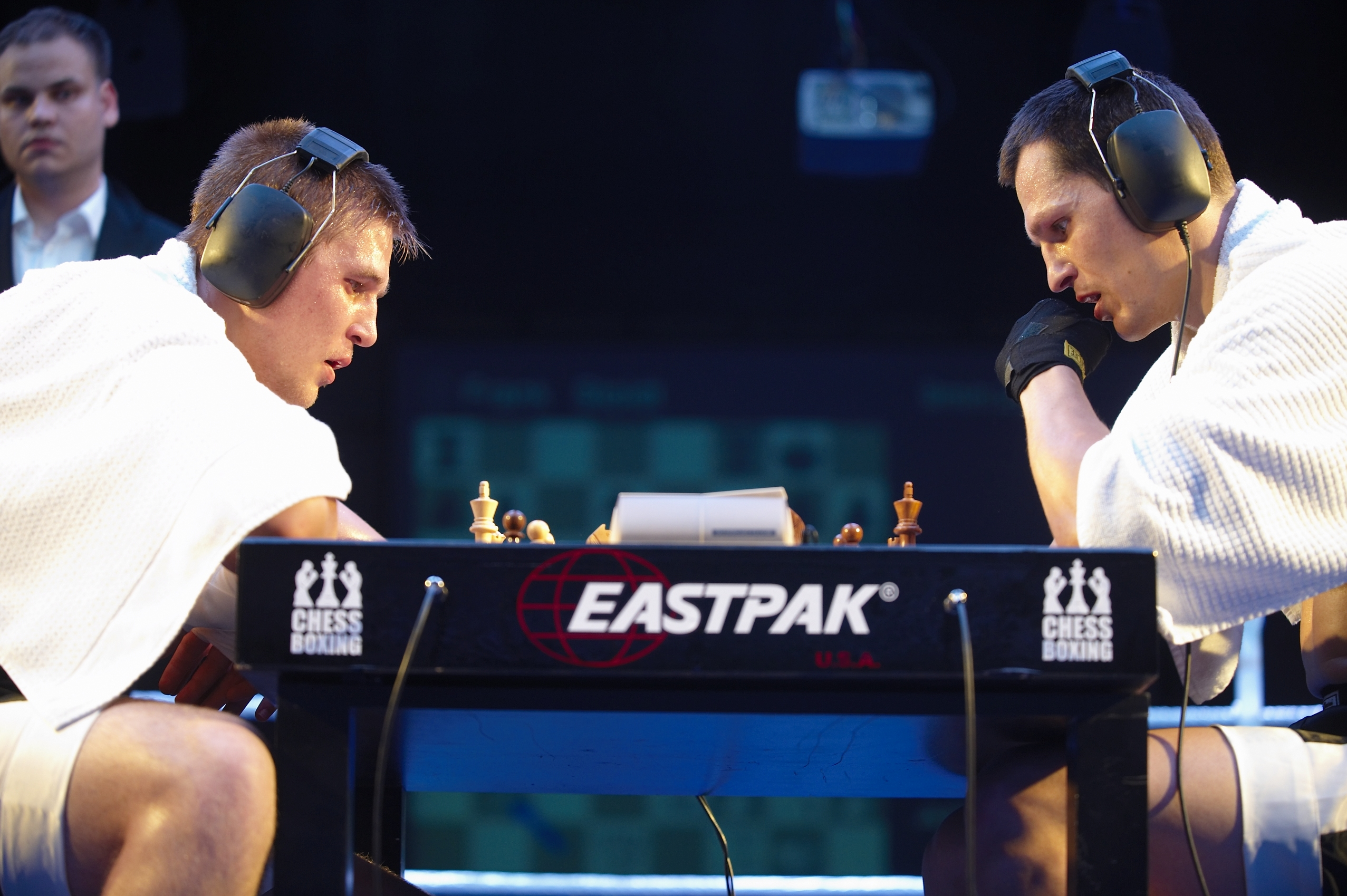
Bokszolók sakkozás közben

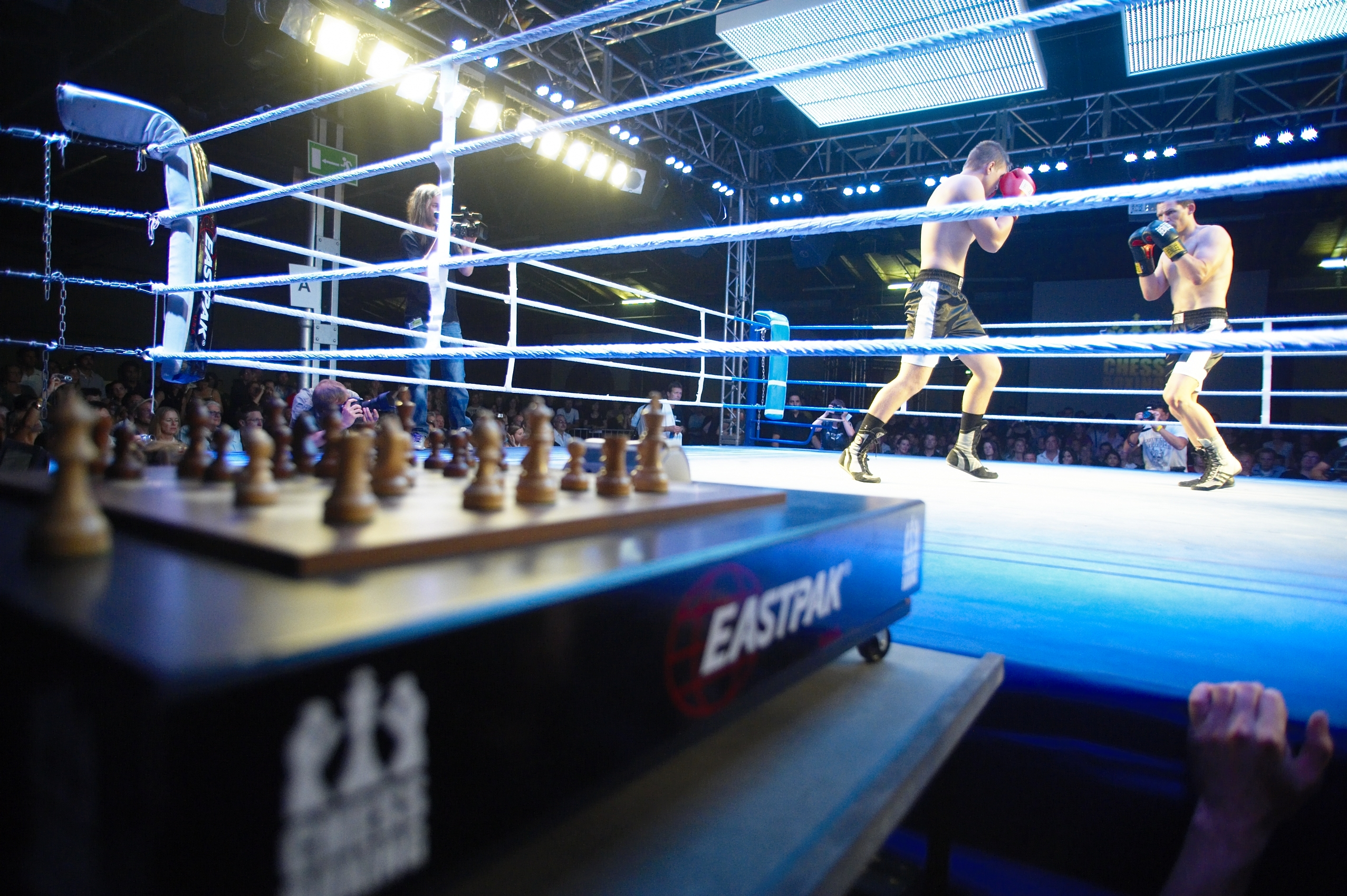
Sakkboksz mérkőzés Berlinben

## Története
A sakkboksz létrejöttének története a 2003-as esztendőhöz kötődik. Megalkotásához Enki Bilal francia képregényeiből merített egy holland művész. A Froid Équateur című képregényben szerepel elsőként ez a hibrid sport, amely a boksz és a sakk ötvözete. Az első mérkőzés 2003. november 14-én volt Amszterdamban a Paradisóban, Iepe Rubingh the Joker és Louis a jogász között középsúlyban.
Az első európai sakkboksz-bajnokság 2005. október 1-jén zajlott Berlinben és Tihomir Atanaszov Dovramadzsiev Ticsko bolgár versenyző győzelmével zárult.

## Versenyszabályok
A sakkbokszmérkőzés 11 menetből áll. Hat menetben sakkoznak, ötben pedig bokszolnak. Egy meccs először mindig sakkal kezdődik. Egy sakkmenet négy percig tart, amit aztán egy perc szünet után háromperces ökölvívás követ. Ezután újra sakkoznak az ellenfelek. Győzni kiütéssel lehet, illetve mattot adva, valamint akkor, ha az ellenfél föladja a küzdelmet, vagy pedig lejár a gondolkodási idő, ami versenyzőnként 12 perc (így a sakkjáték összideje 24 perc). A bokszrészben a bíró a találkozónak technikai KO-val is véget vethet. Ha így sem sikerül eredményre jutni, akkor marad, mint az ökölvívásban, a pontozásos győzelem, ha pedig minden döntetlen, akkor a sötéttel játszó versenyzőé a győzelem.
Amíg a versenyzők sakkoznak, a fülükre fülhallgatót tesznek és (állítólag) kemény metál zenét hallgattatnak velük, hogy a közönség ne tudja őket befolyásolni a döntésben.